# Abbaye de Richardton
L'abbaye Sainte-Marie-de-l'Assomption de Richardton est une abbaye bénédictine située dans le Dakota du Nord. Elle a été fondée par des moines de l'abbaye d'Einsiedeln (Suisse) menés par le P. Vincent Wehrle.

## Histoire

### De 1893 à 1924
Le P. Wehrle (1855-1941) avait fondé à Devils Lake une mission avec paroisse et école, et en prieuré bénédictin du nom de prieuré Saint-Gall, dans le Dakota du Nord en 1893. Cette mission déménage en 1899 pour s'agrandir et demeurer plus proches de colons Allemands de la Volga arrivés en 1889 dans les environs du village de Richardton qu'ils fondent. Il s'appellera désormais le prieuré Sainte-Marie. D'autres paroisses sont créées par les Bénédictins dans les alentours dans de nouveaux villages créés par des germanophones (Mott, Lefor (en), Strasburg, etc.). Le prieuré, qui dépendait de l'abbaye Saint-Meinrad (Indiana), devient abbaye indépendante au sein de la congrégation helvéto-américaine en 1903. Des bâtiments plus importants sont édifiés.
Devenu évêque du nouveau diocèse de Bismarck, Mgr Wehrle demeurera Père-abbé de Sainte-Marie jusqu'en 1915, lorsque le P. Placide Hoenerbach (1867-1955) lui succède. L'abbaye comprend cinquante moines et un collège de plus en plus important. Cependant les difficultés financières se succèdent, d'abord à cause de mauvaises récoltes et ensuite d'investissements trop onéreux. Un administrateur temporaire remplace le P. Hoenerbach en avril 1924 et le collège St. Mary's est fermé à la rentrée suivante.

### De 1924 à 1966
Les moines et les novices se dispersent dans d'autres abbayes, notamment à l'abbaye de Collegeville (Minnesota). Rome donne en 1926 à l'abbé de cette dernière, le P. Alcuin Deutsch, pouvoir d'administration. L'abbé Deutsch décide d'y laisser quelques personnes de services et deux prêtres en attendant. Finalement l'abbaye Sainte-Marie, sous le nouveau nom de Sainte-Marie-de-l'Assomption rouvre en 1928, désormais l'abbaye devient prieuré de la congrégation américano-cassinaise et le P. Goeb y est installé comme prieur.
Treize des trente moines-prêtres refusent de réintégrer l'abbaye, douze deviennent prêtre diocésains, et un moine-prêtre part pour une autre abbaye. Sur les quatorze non-ordonnés (frères convers) ayant appartenu à Sainte-Marie en 1924, la moitié retourne à Richardton, quatre choisissent d'autres abbayes, et trois quittent la vie religieuse. Sur les huit anciens novices, cinq décident de poursuivre à Richardton. Avec la crise de 1929 et les hypothèques de plus en plus lourdes, l'abbaye tente de survivre. Rome lui accorde à nouveau le statut d'abbaye en 1932, avec le P. Goeb comme troisième abbé. Il se concentre avec ténacité et acharnement sur l'école et le collège, améliore les conditions d'enseignement et les locaux, à tel point que, dans le courant des années 1940, les dettes sont remboursées.
Le Père-abbé suivant, le P. Hunckler, osb, ajoute au début des années 1950 une Preparatory School ; désormais, il y a l'Abbey Prep School et l' Assumption College. Il ouvre les classes supérieures aux jeunes filles, modernise et agrandit. L'abbaye fait une fondation en Colombie près de Bogota, à Tibati, en 1960. L'abbaye est à son zénith.

### Après 1967
L'abbé suivant, le P. West, osb, (1914-2009) doit affronter une période difficile, de révolution à la fois des mœurs et aussi des idées religieuses. Des moines quittent l'abbaye. En quatre ans, le collège ferme trois sections : le séminaire ferme ses portes en 1967, l'école secondaire (High School) en 1968, et le Junior College en 1971 ! Pour la première fois de son existence l'abbaye ne remplit plus de mission éducative et décide de se concentrer sur l'accueil de retraitants.
Le nouvel abbé de 1979 à 1988, l'abbé Wagner, décide d'améliorer les moyens de subsistance de l'abbaye (ateliers divers, ferme, domaine agricole…), son successeur, l'abbé Moore, rénove l'abbaye qui avait besoin de travaux, après une longue levée de fonds. L'abbé suivant, le P. Wangler (depuis 2004), est désormais à la tête d'une communauté de soixante moines, dont plus de la moitié vit à l'abbaye et douze à Bogota.